# Nelima longipedata
Nelima longipedata is een hooiwagen uit de familie Sclerosomatidae.